# Lismore (Wiktoria)
Lismore – miasto w Australii, w stanie Wiktoria.